# MenaJet
MenaJet, tên đầy đủ là MenaJet Lebanon s.a.l. (mã IATA = IM, mã ICAO = MNJ) là hãng hàng không của Liban, trụ sở ở Beirut. Hãng có dịch vụ chở khách thuê bao tới Thổ Nhĩ Kỳ, Ai Cập và vùng Địa Trung Hải. Căn cứ của hãng ở Sân bay quốc tế Rafic Hariri và Sân bay quốc tế Sharjah.

## Lịch sử
MenaJet được thành lập từ tháng 5/2003 và bắt đầu hoạt động từ ngày 13.8.2004. Hãng do Al Zamil Group sở hữu 45%, Gulf Finance House 45%, các người khác 10% và có 47 nhân viên (tháng 3/20007.

## Đội máy bay
(Tháng 5/2008):
- 1 Airbus A320-211